# 劳德代尔县 (亚拉巴马州)
劳德代尔县（英語：Lauderdale County）是位于美国亚拉巴马州西北部的一个县，县治弗洛伦斯。根据美国人口调查局2000年统计，共有人口87,966，其中白人占88.38%、非裔美国人占9.85%。